# 夏庄湖
夏庄湖是一个位于中国湖北省洪湖县的湖泊，面积约为7平方千米，平均水深约为1.2米。